# Konami LaserScope
Konami LaserScope, ou simplesmente LaserScope, é um periférico criado pela Konami para ser usado em seus jogos do Nintendo Entertainment System. O periférico foi lançado em 1990 no Japão, com o nome Gun Sight.[carece de fontes?]
A LaserScope nada mais é que uma pistola de luz que fica acoplada à cabeça e ao ouvido do player; e dispara os "tiros" após o player dizer a palavra "Fire". O aparelho, que possui o formato de um fone de ouvido, era composto, basicamente, por quatro partes. A primeira são os alto falantes, que serviam para o gamer conectar na saída de som do NES e escutar os sons de qualquer jogo, usando-o como um fone de ouvido propriamente dito. A segunda parte era a mira, nada mais do que um plástico semi transparente, com uma cruz desenhada em vermelho, que ficava na direção do olho direito. A terceira era o microfone, o qual era responsável por captar os gritos de FIRE. E a quarta e última parte era a Pistola de luz, que ficava logo acima da mira.
O periférico foi desenvolvido para ser usado no jogo Laser Invasion, mas ele é compatível com qualquer jogo que aceita a pistola Zapper Light Gun; e também podia ser usado como fone de ouvido para qualquer jogo.

## Recepção
O LaserScope recebeu críticas negativas. Os usuários reclamaram que dizer qualquer coisa no microfone faria com que o LaserScope disparasse, incluindo ruídos de fundo. Por conta disso, ele foi considerado um dos cinco piores periféricos do mundo dos games pelo site arkade.com.br.